# Lo sbaglio di essere vivo
Lo sbaglio di essere vivo è un film del 1945 diretto da Carlo Ludovico Bragaglia

## Trama
Il giovane Adriano Lari, forse a causa di una congestione, si ritrova in stato di catalessi e viene dichiarato morto. La sera prima del funerale si risveglia e, nonostante l'opposizione della moglie Maria, decide di proseguire con la recita, nascondendo a tutti di essere sopravvissuto per poter riscuotere l'ingente premio assicurativo.
Due mesi dopo, grazie ai soldi incassati, la coppia si concede una gita fuori porta; ma sullo stesso treno in cui stanno viaggiando, Maria incappa nel signor Guglielmi, suo amico d'infanzia e poi datore di lavoro del marito. Mentre Adriano si nasconde per non svelare la messinscena, il Guglielmi si sente libero di corteggiare Maria, che crede vedova e che ha sempre amato, dichiarando di volerla sposare. Nel tentativo di ricongiungersi ad Adriano, Maria finge di dover scendere alla stazione successiva, ma viene seguita dal Guglielmi, che anzi decide di accompagnarla in corriera al paese montano di Monte Sant'Angelo e di trattenersi nel suo stesso albergo.
Qui, a causa di un equivoco, Guglielmi e Adriano si incontrano: quest'ultimo si presenta come un somigliantissimo fratello del defunto, e in tal modo riesce ad evitare di essere smascherato. Per diversi giorni, Adriano si ritrova nell'imbarazzo di dover dividere la camera d'albergo con l'amante della moglie, che lo mette a parte di confidenze e gli chiede consigli per riuscire a conquistare Maria. Per non svelare la propria identità, Adriano non può contrastare le insistenti avances del Guglielmi e, non avendo documenti da presentare, non riesce a trovare lavoro quando torna in città.
Quando il Guglielmi li invita a pranzo nella villa della madre, Adriano capisce che la situazione è ormai troppo compromessa, e che tutto sommato Maria non è dispiaciuta di vivere con il ricco spasimante: così rinuncia ad allontanare l'usurpatore e decide di sparire, per consentire ai due di sposarsi e vivere felici. Con una lettera, Adriano confessa tutta la storia scrivendo di essersi suicidato e assiste di nascosto alle lacrime poco sincere di Maria.
Non potendo lavorare, e non avendo posto dove vivere all'infuori della propria tomba, Adriano è deciso a farla finita sul serio, ma il guardiano cimiteriale lo fa desistere: il film si conclude con Adriano che accetta l'unica possibilità che gli è rimasta, e cioè vivere nella casa del custode del cimitero dove si trova la sua tomba.

## Luoghi delle riprese
La località fittizia di "Monte Sant'Angelo", dove si svolge buona parte del film, corrisponde in realtà al villaggio sciistico di Pian de' Valli, sul Monte Terminillo (in provincia di Rieti); l'albergo dove i tre alloggiano è l'hotel Belvedere-Savoia, dove sono state girate le scene degli interni, mentre l'autobus con cui lo raggiungono è un mezzo della SAURA.